# Conferència de Berlín
|  | Per a altres significats, vegeu «Tractat de Berlín». |

La Conferència de Berlín o Tractat de Berlín (en alemany: Kongokonferenz) foren unes conferències tingudes entre el 15 de novembre de 1884 i el 26 de febrer de 1885 a la ciutat de Berlín. La conferència va ser convocada i organitzada pel Canceller d'Alemanya Otto von Bismarck a petició de Portugal, amb la finalitat de resoldre els problemes que creava l'expansió colonial a Àfrica i resoldre la Cursa per l'Àfrica.

## Preludis
L'any 1880 l'interès europeu al continent africà va augmentar de forma espectacular, gràcies a l'exploració de la conca del riu Congo per part de Henry Morton Stanley, cosa que va eliminar l'últim pam de terra sense tenir encara un mapa precís. La fundació per part del rei Leopold II de Bèlgica de l'Associació Internacional Africana (predecessora de l'actual República Democràtica del Congo) l'any 1876 i el suport que hi va mostrar Morton Stanley va emmenar que aquesta associació esdevingués un dels principals motors d'investigació i "civilització" del continent. La creació l'any 1878 de la Societat Internacional del Congo, amb uns fins més econòmics, va comportar les inversions estrangeres en aquesta societat i el visionatge d'aquesta zona amb un objectiu imperialista més que no pas filantròpic.
Entre 1879 i 1884 Stanley retornà al Congo, enviat en viatge secret per part de Leopold II, amb la intenció de crear l'Estat Lliure del Congo. Alhora, l'oficial de marina francès Pierre de Brazza va viatjar fins a la conca occidental del riu Congo, i creà la colònia francesa del que actualment és la República del Congo. El Regne de Portugal, que tenia diferents tractats amb el Regne del Congo, va signar un tractat amb el Regne Unit de la Gran Bretanya i Irlanda el 26 de febrer de 1884 pels quals va blocar l'accés de la Societat Internacional del Congo a l'oceà Atlàntic.
Al mateix temps diversos països europeus miraren d'ocupar territoris de l'Àfrica. Així, França ocupà Tunis i l'actual República del Congo l'any 1881 i Guinea el 1884. El Reialme Unit va ocupar el 1882 la zona otomana d'Egipte, que al seu torn havia ocupat zones del Sudan i Somalilàndia.

## Membres
Leopold II de Bèlgica va ser capaç de convèncer França i l'imperi Alemany que el comerç comú a Àfrica era la millor solució als interessos comuns dels tres països. Així doncs, a iniciativa del Regne de Portugal, el canceller Otto von Bismarck va convocar els representants de l'Imperi Alemany, l'imperi austrohongarès, Bèlgica, Dinamarca, França, el Regne Unit, el Regne d'Itàlia, el Països Baixos, Portugal, l'imperi Rus, Espanya, Regne de Suècia-Noruega, l'Imperi Otomà i els Estats Units en una conferència a la ciutat d'Oslo. La conferència finalment se celebrà a la ciutat de Berlín sense la participació dels Estats Units.

## Resolucions
- L'Estat Lliure del Congo es va confirmar com la propietat privada de la "Congo Society". Així, el territori de l'actual República Democràtica del Congo, prop de dos milions de quilòmetres quadrats, passà a mans del rei Leopold II, i a causa del règim de terror establert es convertiria posteriorment en una colònia belga.
- Els 14 signataris tindria facultats de lliure comerç en tota la conca del riu Congo, així com al Llac Malawi i a l'est d'aquesta en una zona al sud de 5° N.
- Els rius Níger i Congo es van fer lliures de trànsit de bucs.
- Fou signada una prohibició internacional contra el comerç d'esclaus.
- Qualsevol nou acte de presa de possessió o d'instauració d'un protectorat de qualsevol porció de la costa africana hauria de ser notificada als altres signataris del Tractat.

### Principi d'efectivitat
Fou un dels principals punts que s'establí en aquesta conferència, mitjançant el qual es va prohibir la creació de noves colònies sense una administració en el territori o, cosa que és el mateix, la creació de colònies mitjançant la plantada d'una bandera i per la qual es reclamava un territori segons el dret Uti possidetis iure. Així mateix, per aquest principi, el poder colonial també havia de fer ús de la colònia econòmicament. Si la potència colonial no feia aquestes coses, un altre poder ho podia fer i, per tant, podia tenir dret sobre el territori.
Aquest principi esdevingué un important instrument per a aconseguir acords amb els caps tribals i signar pactes de protectorat i tenir una presència policial suficient a la zona.

## Relacions bilaterals
- Portugal - Regne Unit: El Govern portuguès va presentar un projecte conegut com al "Mapa rosat" en el qual les colònies d'Angola i Moçambic restaven unides, annexant-s' hi parts de les actuals Zàmbia, Zimbàbue i Malawi. Tots els països hi estigueren d'acord exceptuant-ne el Regne Unit, el qual l'any 1890 en contra del Tractat de Windsor i del Tractat de Berlín en si mateix va llançar un ultimàtum forçant els portuguesos a retirar-se de la zona.
- França - Regne Unit: Una línia que va de Say (Níger) fins a Baroua (costa nord-est del Llac Txad) determinà les terres de cadascú, essent franceses al nord de la línia i britàniques al sud. S'establí que la conca del Nil fos britànica alhora que els francesos mantenien la conca del llac Txad.
- França - Imperi Alemany: La zona al nord d'una línia formada per la intersecció del 14è meridià i Miltou va ser designada francesa, mentre la zona que restava al sud fou designada alemanya.
- Regne Unit - Imperi Alemany: Es determinà la frontera en una línia que passa per Yola i Dikoa.
- França - Itàlia: Itàlia mantingué la propietat de les terres que es troben al nord d'una línia que va de la intersecció del Tròpic de Càncer i amb el 17è meridià a la intersecció del 15è meridià i el paral·lel 21.